# 세종특별자치시 부시장
세종특별자치시 부시장(世宗特別自治市 副市長)은 세종특별자치시장을 보좌하여 세종특별자치시청의 사무를 관장하는 고위공무원이다.
행정부시장과 정무부시장 등 2명을 두며, 행정부시장은 국가직 가급 상당의 고위공무원으로, 정무부시장은 지방관리관으로 보한다.
세종특별자치시장의 사고시 행정부시장, 정무부시장의 순서로 그 직무를 대행한다.

## 현직 부시장
- 행정부시장: 김하균
- 경제부시장: 이승원

## 역대 부시장

### 충청남도 연기군 부군수
| 대수 | 이름   | 임기                              |
| ---- | ------ | --------------------------------- |
| 18대 | 이천규 | 2007년 1월 11일 ~ 2007년 6월 30일 |
| 19대 | 최무락 | 2007년 7월 1일 ~ 2007년 11월 14일 |
| 20대 | 박영수 | 2007년 11월 15일 ~ 2008년 6월 9일 |
| 21대 | 남궁주 | 2008년 6월 10일 ~ 2009년 7월 1일  |
| 22대 | 최욱환 | 2009년 7월 2일 ~ 2011년 6월 30일  |
| 23대 | 윤호익 | 2011년 7월 1일 ~ 2012년 6월 30일  |

### 세종특별자치시 행정부시장
| 대수     | 이름           | 임기                              |
| -------- | -------------- | --------------------------------- |
| 1대      | 유상수(劉相秀) | 2012년 7월 1일 ~ 2014년 3월 24일  |
| 2대      | 이재관         | 2014년 3월 25일 ~ 2015년 8월 20일 |
| 권한대행 | 류임철         | 2015년 8월 21일 ~ 2015년 9월 10일 |
| 3대      | 한경호         | 2015년 9월 17일 ~ 2017년 8월 16일 |
| 4대      | 류순현         | 2017년 8월 17일 ~ 2021년 1월 21일 |
| 5대      | 류임철         | 2021년 1월 22일 ~ 2022년 8월 21일 |
| 6대      | 고기동         | 2022년 8월 22일 ~ 2023년 8월 22일 |
| 권한대행 | 김성기         | 2023년 8월 23일 ~ 2023년 9월 3일  |
| 7대      | 김하균         | 2023년 9윌 4일 ~                  |

### 세종특별자치시 정무부시장
| 대수     | 이름           | 임기                               |
| -------- | -------------- | ---------------------------------- |
| 1대      | 변평섭(邊平燮) | 2012년 7월 5일 ~ 2014년 6월 26일   |
| 권한대행 | 최승현         | 2014년 6월 27일 ~ 2014년 7월 2일   |
| 2대      | 홍영섭         | 2014년 7월 3일 ~ 2016년 11월 8일   |
| 3대      | 강준현         | 2016년 12월 26일 ~ 2018년 7월 15일 |
| 4대      | 이강진         | 2018년 7월 16일 ~ 2019년 10월 13일 |
| 5대      | 조상호         | 2019년 10월 14일 ~ 2020년 3월 28일 |

### 세종특별자치시 경제부시장
| 대수 | 이름   | 임기                              |
| ---- | ------ | --------------------------------- |
| 1대  | 조상호 | 2020년 3월 28일 ~ 2021년 10월 5일 |

### 세종특별자치시 정무부시장
| 대수 | 이름           | 임기                               |
| ---- | -------------- | ---------------------------------- |
| 1대  | 권오중(權五仲) | 2021년 11월 18일 ~ 2022년 6월 30일 |
| 2대  | 이준배(李準培) | 2022년 7월 1일 ~ 2022년 7월 19일   |

### 세종특별자치시 경제부시장
| 대수 | 이름           | 임기                              |
| ---- | -------------- | --------------------------------- |
| 1대  | 이준배(李準培) | 2022년 7월 20일 ~ 2023년 5월 31일 |
| 2대  | 이승원(李承原) | 2023년 6월 30일 ~ 현재            |